# Allobates chalcopis
Allobates chalcopis (synoniem: Colostethus chalcopis) is een kikkersoort uit de familie van de Aromobatidae. De wetenschappelijke naam van de soort is voor het eerst geldig gepubliceerd in 1994 door Hinrich Kaiser, Luis Aurelio Coloma en Heather Marie Gray.
De soort komt alleen voor in Martinique, op de zuidoostelijke helling van de Mont Pelée. Er is gesuggereerd dat deze soort niet afkomstig is uit Martinique, maar gelijk is aan een andere soort uit Zuid-Amerika. De soort leeft in grasvelden op oude lavastromen. De eieren worden afgezet op de bodem in een nest onder bladeren en worden bewaakt door de volwassenen, vermoedelijk vervoeren de volwassenen de larven naar het water. Hoewel er geen menselijke bedreigingen zijn voor de soort, is de soort kwetsbaar voor vulkaanuitbarstingen, die in een keer de gehele populatie kunnen vernietigen.